# Vallcebollera

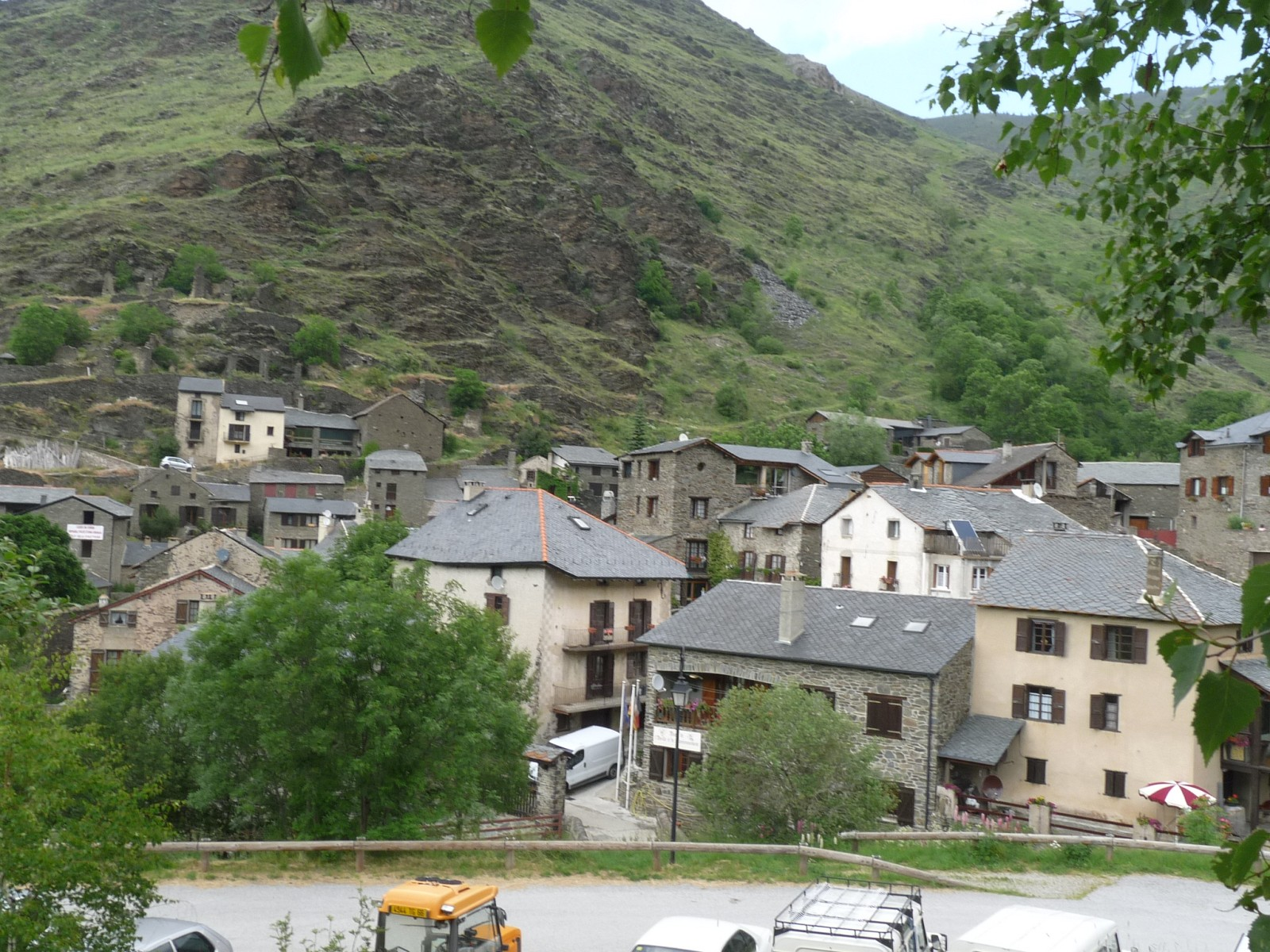
La vila de Valcebollera.

Vallcebollera (en francès Valcebollère) és una comuna de la Catalunya del Nord, a la comarca de l'Alta Cerdanya. Administrativament, pertany a l'Estat francès.

## Geografia o medi físic
Amb una extensió de 26 km² i 1.500 msnm, es troba la confluència de les rieres de Peguera i del Prat del Rector, que davallen del pla de les Salines, amb la de Faitó, que davalla del Puigmal, origen de la Llavanera.

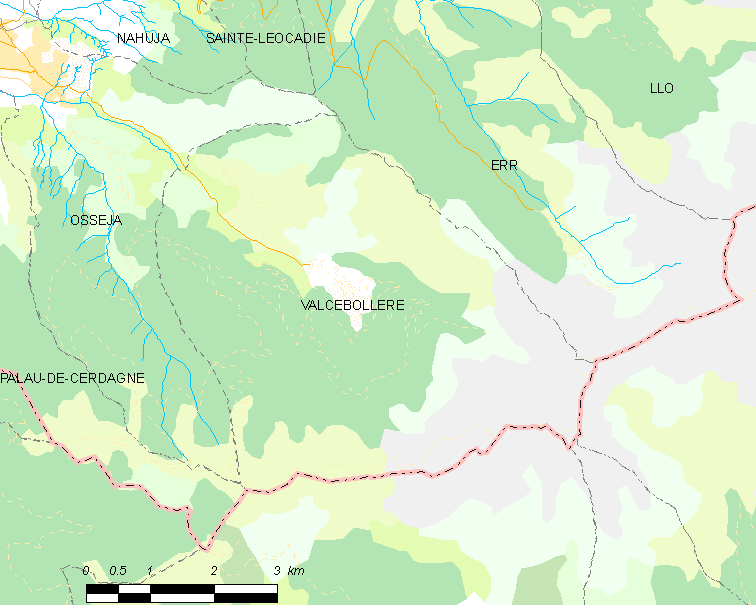
Mapa de la comuna de Valcebollera

## Etimologia
El topònim està registrat al segle xiii com Valle Cebollera, una vall on abunden cebollins o cebes silvestres.

## Administració

### Adscripció cantonal
Des de les eleccions cantonals del 2015, Valcebollera forma part del Cantó dels Pirineus Catalans.

### Serveis comunals mancomunats
Valcebollera pertany a la Comunitat de comunes Pirineus Cerdanya, amb capitalitat a Sallagosa, juntament amb Angostrina i Vilanova de les Escaldes, Dorres, Enveig, Èguet, Er, Estavar, la Guingueta d'Ix, Llo, Naüja, Oceja, Palau de Cerdanya, Porta, Portè, Sallagosa, Santa Llocaia, Targasona, La Tor de Querol i Ur.

## Llocs d'interès
Vallcebollera és dominat per l'església parroquial de Sant Feliu, feta de nou al s. XIX. El terme comprèn el poble del Puig de Vallcebollera i l'ermita de Sant Bernabé.